# Ilja Bryzgalov
Ilja Nikolajevitj Bryzgalov, ryska: Илья Николаевич Брызгалов, född 22 juni 1980 i Toljatti, Sovjetunionen, är en rysk före detta professionell ishockeymålvakt. Han representerade NHL-lagen Arizona Coyotes, Philadelphia Flyers, Edmonton Oilers, Minnesota Wild och Anaheim Ducks.
Bryzgalov valdes av Mighty Ducks of Anaheim i NHL-draften 2000 som 44:e spelare totalt. I Anaheim var han mestadels andremålvakt bakom Jean-Sebastien Giguere. I NHL-slutspelet 2005–06 höll Bryzgalov nollan i den sjunde och avgörande matchen i första rundan mot Calgary Flames. Han höll också nollan i de två första matcherna i andra rundan mot Colorado Avalanche och tangerade därmed Frank McCools slutspelsrekord från 1945 med tre raka nollor av en rookie. Han slutade med bäst räddningsprocent i slutspelet 2005–06.
Den 27 juni 2013 valde Philadelphia Flyers att köpa ut Bryzgalov från sitt kontrakt till en kostnad av $23 miljoner över de kommande 14 åren.
Den 9 november 2013 kom Bryzgalov och hans representanter överens med Edmonton Oilers om ett ett-års kontrakt som uppges vara värt $3 miljoner, varav baslönen ligger på $2 miljoner.

## Internationellt
Bryzgalov var även Rysslands förstemålvakt i VM 2009 i Bern, Schweiz, då Ryssland försvarade sin VM-titel från 2008. Han har också representerat Ryssland i OS 2006 i Turin och 2010 i Vancouver samt i World Cup 2004.

## Kända citat
| ”                                        | It's only a game, why you have (heff) to be mad (översatt: det är bara ett spel, varför du behöver vara arg) | „ |
| – Ilja Bryzgalov under en 2006 intervju, | |   |